# Le Cahier
Pour les articles homonymes, voir Le Cahier (40 chansons de Brassens en public) et Le Cahier (84 chansons de Brassens en public).
Pour plus de détails, voir Fiche technique et Distribution.

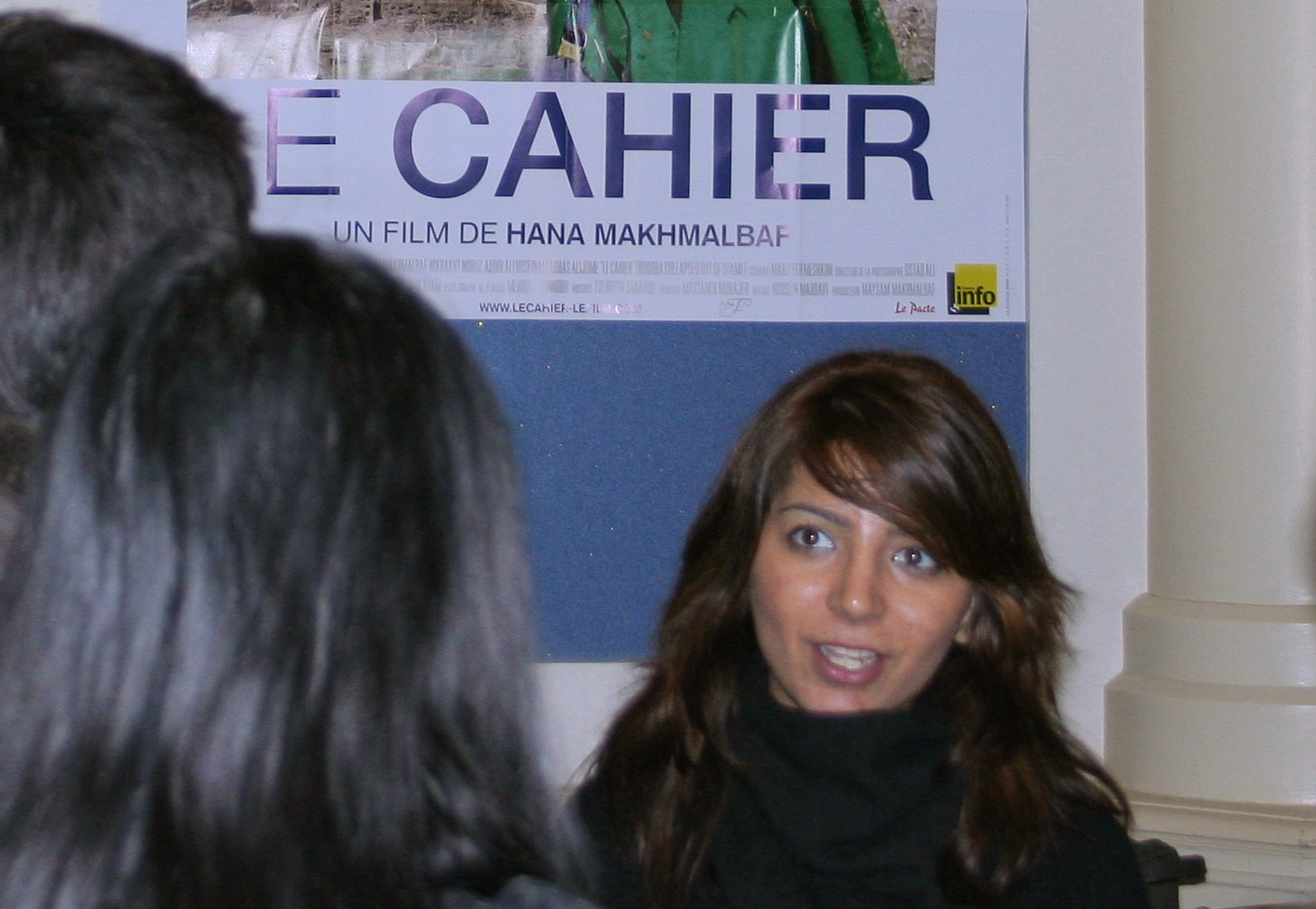
Hana Makhmalbaf devant l'affiche de son film au FICA de Vesoul en 2009.

Le Cahier (persan : بودا از شرم فرو ریخت ; Buda azsharm foru rikht) est un film iranien réalisé par Hana Makhmalbaf, sorti en 2007.
L'action se situe à Bâmiyân, en Afghanistan, sur le lieu de la destruction des Bouddhas géants détruits par les talibans en mars 2001.
Le titre original (et la version anglaise) est repris d'un livre de Mohsen Makhmalbaf, son père, et signifie « Bouddha s'est effondré de honte. »

## Synopsis
Le film s'ouvre sur des images d'archives en noir et blanc des statues géantes des Bouddhas de Bâmiyân, puis de leur explosion. 
Le film parle de la vie quotidienne des Afghans de cette région. Parmi cette population qui vit dans des grottes à flanc de montagne, à l’ombre des Bouddhas disparus, il y a Baktay, une petite fille de 6 ans, qui veut apprendre à lire et aller à l'école « pour écouter des histoires drôles ». Seule, elle brave tous les dangers pour acheter un cahier. Sur le chemin elle se heurte à la violence des garçons qui jouent à la guerre.
Sous l'apparence d'une grande simplicité narrative, Hana Makhmalbaf produit un récit allégorique des effets sur les enfants de la guerre, de la pauvreté et de la violence des adultes.
« Ce film-là ne parle pas seulement de la guerre ou d’une région mais de l’enfant en général : ceux qui ont été influencés par leurs parents, et là où il y a des violences quotidiennes », déclare Hana Makhmalbaf.
« Fais la morte, si tu veux être libre » est une réplique terrible qui conclut le film.
Hana Makhmalbaf jalonne son film de symboles.
« Le cahier est le symbole de la culture détruite, le bout de bois de toutes les guerres, le bâton de rouge à lèvres de toutes les oppressions », déclare-t-elle.

## Fiche technique
- Titre : Le Cahier
- Titre original : Buda az sharm foru rikht
- Réalisation : Hana Makhmalbaf
- Scénario : Marziyeh Meshkini
- Musique : Tolibhon Shakhidi
- Son : Farid Pirayesh
- Décors : Akbar Meshkini
- Direction de production : Fakhrodin Ayam
- Photographe de plateau : Mehrdad Zonnour
- Montage : Mastaneh Mohajer
- Mixage : Hossein Mahdavi
- Photographie : Ostad Ali
- Sociétés de production : Wild Bunch / Makhmalbaf Film House
- Société de distribution : Le Pacte (France)
- Pays de production :  Iran
- Format : couleurs - 35 mm
- Genre : comédie dramatique
- Durée : 81 minutes
- Date de sortie : 2007

## Distribution
- Nikbakht Noruz : Baktay
- Abdolali Hoseinali : enfant guerrier
- Abbas Alijome : Abbas

## Production

### Tournage
Le film a été tourné en Afghanistan, à Bâmiyân, avec des enfants recrutés sur place.

### Montage
Le film a été monté au Tadjikistan et terminé en Allemagne.

## Distinctions
- Grand prix du Jury du festival de Saint-Sébastien, en 2007
- Prix du meilleur long métrage « Fenêtre sur le monde », lors du 18e Festival du cinéma africain, d’Asie et d’Amérique latine de Milan, en 2008
- Ours de Cristal et Prix spécial de la paix au festival international du film de Berlin en 2008
- Prix La Otra Mirada de la télévision espagnole TVE en 2007
- Prix spécial de l'Unicef Paolo Ungari au festival du film de Rome en 2007
- Prix de l'innovation Daniel Langlois au Festival du nouveau cinéma de Montréal en 2007
- Woman & Equality Award au festival du film de Thessalonique en 2007

## Accueil critique
- Isabelle Danel, Première :

« D'une simplicité surprenante, à la croisée du conte pour enfants et du documentaire, le premier film d'une débutante de 19 ans est d'une beauté renversante. L'héroïne, Baktay, obstinée comme tous les petits et résistante comme personne, est notre guide dans un monde saccagé. Ses yeux sont les nôtres, sa force et sa douleur nous renversent. »[réf. nécessaire]
- Philippe Trétiack, Elle :

« Film très pur, ce Cahier dérange car il met à nu les ravages d'un conflit qui ne cesse pas. Dans sa maîtrise de la caméra, Hana Makhmalbaf renoue parfois avec le cinéma soviétique des années héroïques, ode aux paysans, eaux claires et férocité des hommes. »[réf. nécessaire]
- Pour Isabelle Regnier dans Le Monde, la deuxième partie du film est plus réussie, quand la violence symbolique des enfants « semble constamment sur le point de devenir réelle ».

« Par ce dispositif du jeu de rôle, la mise en scène terroriste du régime des talibans, Hana Makhmalbaf évite le folklore, et montre qu'elle vise juste : elle met le doigt sur le mensonge ontologique qui fonde tout régime autoritaire. »